# Чайный домик (Санкт-Петербург)

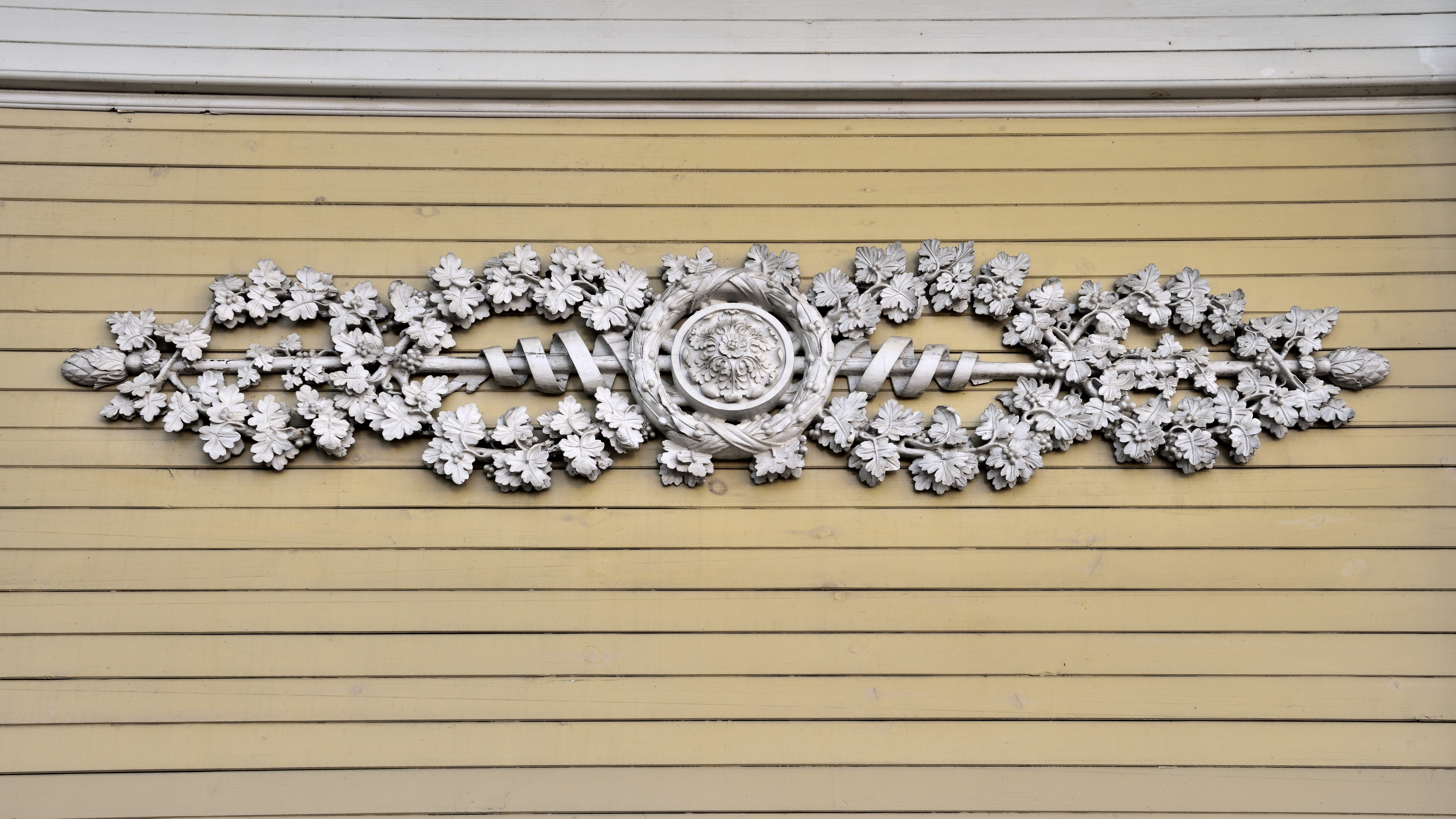
Элемент декора

Чайный домик — памятник архитектуры. Расположен в Санкт-Петербурге, в Летнем саду. Единственная деревянная постройка начала XIX века, сохранившаяся в Летнем саду.
Деревянный парковый павильон, построен в 1827 году Л. И. Шарлеманем. Два прямоугольных в плане кладовых помещения, связанных колоннадой, в районе которой посетители могли укрыться от дождя (не позднее 1960-х годов пространство было застеклено). Украшен колоннами дорического ордера, балюстрадой, карнизом с модульонами, резными деревянными украшениями — несмотря на использование дерева для строительства, использованы те же приёмы, что и в монументальных каменных сооружениях.
С 1984 в домике действует выставочный зал, с 1995 года — художественный салон, с 2004 — магазин ЗАО «Русское искусство». Общая площадь выставочного пространства — 80 м².